# Bepalend woord
Een bepalend woord (Engels: modifier of soms qualifier) is een bepaling die uit slechts één woord bestaat. De functie komt nagenoeg volledig overeen met die van de bijvoeglijke en de bijwoordelijke bepaling, namelijk het verschaffen van meer informatie met betrekking tot een ander element (woord of zinsdeel) in dezelfde zin. De term "bepalend woord" wordt echter over het algemeen niet gebruikt voor een woordgroep, maar voor een enkel woord. 
In talen als het Engels en Nederlands doen vooral de bijvoeglijke naamwoorden, determinatoren en bijwoorden dienst als bepalende woorden. De eerste lexicale categorie verschaft nadere informatie met betrekking tot zelfstandige naamwoorden en zelfstandig gebruikte voornaamwoorden, de tweede verschaft nadere informatie met betrekking tot werkwoorden. 

Voor het Nederlands kan bij de bijvoeglijk bepalende woorden een nader onderscheid aangebracht:

-- met verbuiging:
- bijvoeglijk naamwoord (adjectief)
- lidwoord (artikel)
- voornaamwoord (pronomen)

-- zonder verbuiging:
- hoofdtelwoord (cardinalia)
- rangtelwoord (ordinalia)

Bijvoeglijk bepalende woorden kunnen gestapeld worden:
- onze twee oudste buren

Een bepalend woord doet lang niet altijd dienst als onafhankelijk zinsdeel en is vrijwel altijd een dependens bij een hoofd.
Een bepalend woord doet weliswaar dienst als dependens, maar kan ook zelf weer nader bepaald worden. Een voorbeeld in het Nederlands is het zinsdeel:
- een zeer goed werkende aanpak.

Hierin is het syntactische hoofd aanpak, waarvan het bepalend woord werkend de dependent is. Het woord goed is daarnaast bepalend bij werkend, en ten slotte is zeer weer bepalend bij goed.